# Sharknado (série de filmes)
Sharknado é uma série de filmes americanos de ficção científica, ação, comédia, terror e desastre, produzidos para a televisão e lançados pela Syfy entre 2013 e 2022. Desde então, foi expandido para videogames e histórias em quadrinhos, incluindo um filme mocumentário, Sharknado: Heart of Sharkness, que foi lançado em 2015, além de três spin-offs, Lavalantula e sua sequência 2 Lava 2 Lantula e 2025 Armageddon. Os dois primeiros filmes receberam críticas mistas a positivas, enquanto os outros receberam críticas negativas.
A série é estrelada por Ian Ziering como Fin Shepard e Tara Reid como April Wexler — um casal que encontra "Sharknados", tornados cheios de tubarões, por onde passa.

## Filmes
| Filme                               | Data de lançamento     | Diretor(es)         | Distribuição     |
| ----------------------------------- | ---------------------- | ------------------- | ---------------- |
| Sharknado                           | 11 de julho de 2013    | Anthony C. Ferrante | Syfy, The Asylum |
| Sharknado 2: The Second One         | 30 de julho de 2014    | Anthony C. Ferrante | Syfy, The Asylum |
| Sharknado 3: Oh Hell No!            | 22 de julho de 2015    | Anthony C. Ferrante | Syfy, The Asylum |
| Lavalantula                         | 25 de julho de 2015    | Mike Mendez         | Syfy, The Asylum |
| Sharknado: The 4th Awakens          | 31 de julho de 2016    | Anthony C. Ferrante | Syfy, The Asylum |
| 2 Lava 2 Lantula                    | 6 de agosto de 2016    | Anthony C. Ferrante | Syfy, The Asylum |
| Sharknado 5: Global Swarming        | 6 de agosto de 2017    | Anthony C. Ferrante | Syfy, The Asylum |
| The Last Sharknado: It's About Time | 19 de agosto de 2018   | Anthony C. Ferrante | Syfy, The Asylum |
| 2025 Armageddon                     | 23 de dezembro de 2022 | Michael Su          | Syfy, The Asylum |

### Sharknado(2013)
Sharknado, lançado em 2013, conta sobre um furacão que atinge Los Angeles fazendo com que tubarões devoradores de carne humana sejam recolhidos por trombas d'água e inundem a cidade com água do mar infestada de tubarões. O dono de bar e surfista Fin sai com seus amigos para resgatar sua ex-esposa, April, e sua filha adolescente, Claudia, antes que o "sharknado" os alcance.

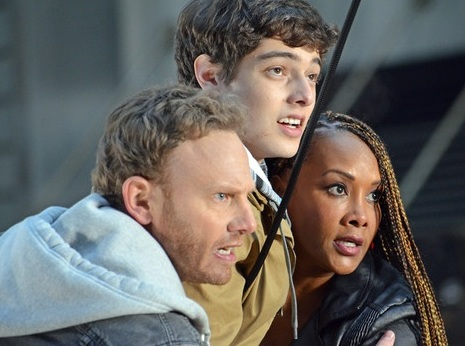
Ian Ziering, Dante Palmienteri e Vivica A. Fox em cena de ação de Sharknado 2.

### Sharknado 2: The Second One(2014)
Sharknado 2: The Second One, foi lançado em 2014. Enquanto Fin e April estão na cidade de Nova York para promover o livro de April, Como sobreviver a um Sharknado e outros desastres não naturais, sobre o sharknado de Los Angeles, a cidade é atingida por uma forte tempestade, causando o surgimento de novos "sharknadoes".

### Sharknado 3: Oh Hell No!(2015)
Sharknado 3: Oh Hell No!, sequência de Sharknado 2: The Second One (2014). Após os eventos do filme anterior, Fin e April se casaram novamente e estão esperando outro filho. Por seu heroísmo nas batalhas "sharknado" em Los Angeles e Nova York, Fin está em Washington, DC, para receber um prêmio do presidente. No entanto, quando ele está lá, ele encontra um novo "sharknado" que começa a descer pela "Feast Coast" até a Flórida.

### Sharknado: The 4th Awakens(2016)
Sharknado: The 4th Awakens, lançado em 2016, foi confirmado para suceder a estreia de Sharknado 3. Sharknado 3 termina com um suspense sobre se April será morta ou não pelos destroços. Um anúncio após o filme promove uma campanha no Twitter oferecendo aos fãs a chance de decidir seu destino com as hashtags "#AprilLives" ou "#AprilDies", com os resultados revelados no início de Sharknado 4, que foi ao ar pela primeira vez no Syfy em 31 de julho de 2016. Ian Ziering, Tara Reid, Ryan Newman e David Hasselhoff reprisam seus papéis de filmes anteriores. Os novos membros do elenco incluem: Tommy Davidson como Aston Reynolds, bilionário da tecnologia playboy e presidente da Astro-X; Cody Linley substituindo Chuck Hittinger como Matt Shepard; Imani Hakim como Gabrielle, uma soldada e esposa de Matt; Gary Busey como Wilford Wexler, o pai rico de April; Cheryl Tiegs como Raye Shepard, mãe de Fin; Masiela Lusha como Gemini, prima de Fin.
O título e o pôster do filme são uma homenagem ao filme Star Wars: Episódio VII - O Despertar da Força (2015).

### Sharknado 5: Global Swarming(2017)
Sharknado 5: Global Swarming, o quinto filme de Sharknado foi confirmado em outubro de 2016 e lançado em 6 de agosto de 2017. O título seria Sharknado 5... Terra 0, mas em 1 de junho de 2017, o título foi revelado como Sharknado 5: Global Swarming com o slogan "Make America Bait Again", uma referência ao slogan político " Make America Great Again " popularizado pelo então presidente Donald Trump. Ian Ziering e Tara Reid reprisaram seus papéis como Fin Shepard e April Wexler. Cassie Scerbo também reprisou nesta edição. As filmagens ocorreram em mais de 5 países, incluindo o Reino Unido, Austrália e Bulgária.

### The Last Sharknado: It's About Time(2018)
The Last Sharknado: It's About Time foi lançado em 19 de agosto de 2018. Tara Reid, Ian Ziering e Cassie Scerbo retornaram. Um artigo no Bloody Disgusting em fevereiro de 2018 disse: "Em sua busca, Fin luta contra nazistas, dinossauros, cavaleiros e até dá uma volta na Arca de Noé." Em 28 de março de 2018, Syfy confirmou que o filme seria a última parcela da série. Em 25 de maio, o título do filme foi revelado por meio de um teaser trailer lançado. Vivica A. Fox, que estrelou Sharknado 2, repete seu papel na última parcela.

## Spin-offs

### Lavalantula(2015)
Lavalantula foi lançado em 25 de julho de 2015, no Syfy. O filme se passa após uma série de erupções vulcânicas em Los Angeles, que liberam um enxame de tarântulas gigantescas que cospem lava, das quais o filme tira seu título. Foi dirigido por Mike Mendez e estrelado por Steve Guttenberg, Nia Peeples e Patrick Renna. Ian Ziering aparece como Fin Shepard, conectando o filme a série de filmes Sharknado.

### 2 Lava 2 Lantula(2016)
2 Lava 2 Lantula é a sequência de Lavalantula, estreou no Syfy em 6 de agosto de 2016. Alguns membros do elenco do filme original retornaram, incluindo Steve Guttenberg, Marion Ramsey e Michael Winslow.

### 2025 Armageddon(2022)
2025 Armageddon é um filme crossover lançado para celebrar o 25º aniversário de The Asylum e apresenta uma raça alienígena que usa Sharknado, juntamente com outros filmes de The Asylum, como base para monstros enviados para atacar a Terra. O filme foi lançado nas lojas digitais em 23 de dezembro de 2022.

## Elenco e personagens recorrentes

### Elenco
| Personagem       | Sharknado       | Sharknado 2: The Second One | Sharknado 3: Oh Hell No!       | Sharknado: The 4th Awakens           | Sharknado 5: Global Swarming   | The Last Sharknado: It's About Time                                               |
| Personagem       | 2013            | 2014                        | 2015                           | 2016                                 | 2017                           | 2018                                                                              |
| ---------------- | --------------- | --------------------------- | ------------------------------ | ------------------------------------ | ------------------------------ | --------------------------------------------------------------------------------- |
| Fin Shepard      | Ian Ziering     | Ian Ziering                 | Ian Ziering                    | Ian Ziering                          | Ian Ziering                    | Ian Ziering                                                                       |
| April Wexler     | Tara Reid       | Tara Reid                   | Tara Reid                      | Tara Reid                            | Tara Reid                      | Tara Reid                                                                         |
| Claudia Shepard  | Aubrey Peeples  |                             | Ryan Newman                    | Ryan Newman                          |                                | Ryan Newman                                                                       |
| Nova Clarke      | Cassie Scerbo   |                             | Cassie Scerbo                  |                                      | Cassie Scerbo                  | Cassie Scerbo                                                                     |
| Matt Shepard     | Chuck Hittinger |                             |                                | Cody Linley                          | Cody Linley                    | Chuck Hittinger                                                                   |
| George           | John Heard      |                             |                                |                                      |                                | John Heard                                                                        |
| Martin Brody     |                 | Mark McGrath                | Mark McGrath                   |                                      |                                | Mark McGrath                                                                      |
| Skye             |                 | Vivica A. Fox               |                                |                                      |                                | Vivica A. Fox                                                                     |
| Mick and Cameron |                 |                             | Jedward (John e Edward) Grimes | Jedward (John e Edward) Grimes       | Jedward (John e Edward) Grimes |                                                                                   |
| Gil Shepard      |                 |                             | David Hasselhoff               | David Hasselhoff                     |                                |                                                                                   |
| Gemini           |                 |                             |                                | Masiela Lusha                        | Masiela Lusha                  | Masiela Lusha                                                                     |
| Gil Shepard Jr.  |                 |                             |                                | Christopher Shone and Nicholas Shone | Billy Barratt Dolph Lundgren   | Brendan Petrizzo M. Steven Felty Matie Moncea Tiberiu Hansen Chris Owen Bob Ellis |

## Em outras mídias

### Jogos eletrônicos
| 2014 | Sharknado: The Video Game |

#### Sharknado: The Video Game
Sharknado: The Video Game é um jogo eletrônico de corrida sem fim de 2014 desenvolvido pela Other Ocean Interactive e publicado pela Majesco Entertainment. O jogo é baseado e foi uma estratégia de marketing para o filme Sharknado 2: The Second One, lançado no mesmo ano.

### Livros

#### How to Survive a Sharknado and Other Unnatural Disasters: Fight Back When Monsters and Mother Nature Attack
How to Survive a Sharknado and Other Unnatural Disasters: Fight Back When Monsters and Mother Nature Attack é um livro escrito por Andrew Shaffer, há uma referência ao livro no filme Sharknado 2: The Second One.

### Documentários

#### Sharknado: Feeding Frenzy(2015)
Sharknado: Feeding Frenzy é um documentário que mostra sobre a produção dos dois primeiros filmes de Sharknado, bem como um teaser de Sharknado 3: Oh Hell No!, que foi ao ar no dia seguinte.

#### Sharknado: Heart of Sharkness(2015)
Um mocumentário que conta a história de David Moore, o cineasta que primeiro sonhou com "tubarões em um tornado" e causou o desastre usando tubarões reais. Foi escrito e dirigido por Jeremy Wagener e lançado em 6 de outubro de 2015, em vídeo sob demanda.

#### The Real Sharknado(2021)
Durante a Semana do Tubarão de 2021, o Discovery Channel exibiu um especial estrelado por Ian Ziering e Tara Reid, desmascarando muitos dos mitos sobre tubarões da série de filmes. O episódio foi ao ar originalmente em 14 de julho de 2021.